# Torkil Veyhe
Torkil Eyðfinsson Veyhe (* 9. Januar 1990 in Tórshavn) ist ein ehemaliger Radrennfahrer von den Färöer-Inseln.

## Sportliche Laufbahn
Veyhe war im Straßenradsport aktiv. 2010 zog Veyhe nach Aarhus in Dänemark, um dort zu studieren und als Mitglied eines dänischen Vereins an dänischen Straßenrennen teilzunehmen. Von 2017 bis 2020 war er Radprofi in den Radsportteams ColoQuick-Cult, Team Waoo und Riwal Securitas. Bei den Island Games, einem internationalen Wettkampf von Sportlern autonomer Inseln bzw. Inselgruppen, gewann er insgesamt zwei Goldmedaillen, vier Silbermedaillen und zwei Bronzemedaillen. Veyhe gewann 2009, 2012 und 2015 die färöischen Meistertitel im Einzelzeitfahren und im Straßenrennen. 2017 konnte er diese Erfolge wiederholen. Das heimische Etappenrennen Kring Føroyar gewann er 2009, 2010, 2012, 2014, 2015 und 2017. Er ist damit bisher der erfolgreichste Fahrer in dieser Rundfahrt. Veyhe startete mehrfach bei Etappenrennen für die dänische Nationalmannschaft. 2016 gewann er sein erstes A-Rennen in Dänemark und seine ersten UCI-Punkte. 2019 bestritt er das britische Milk Race, die Norwegen-Rundfahrt und die Dänemark-Rundfahrt. 2020 trat er vom Leistungssport zurück.